# Port-Gentil
Port-Gentil ist die zweitgrößte Stadt Gabuns. Sie hat etwa 136.462 Einwohner (Stand: 2013) und ist die Hauptstadt der Provinz Ogooué-Maritime.

## Geografie
Die Hafenstadt befindet sich auf der Ostseite einer langgezogenen Insel im Delta des Ogooué, des wichtigsten Flusses des Landes. Port-Gentil liegt nur ca. 80 km südlich des Äquators am Golf von Guinea. Das Cap Lopez nordwestlich von Port-Gentil liegt dem Inselstaat São Tomé und Príncipe mit etwa 250 km Entfernung am nächsten.

## Geschichte
Ende des 15. Jahrhunderts erreichten die Portugiesen als erste Europäer die Mandji-Insel am Cap Lopez, auf der erst viel später das heutige Port-Gentil entstehen sollte.
Am 1. Juni 1862 unterzeichnete der König Denis Rapontchombo mit Frankreich den Vertrag von Cap Lopez und Nazaré, wodurch Frankreich die Kontrolle über das Gebiet erlangte. 1873 trat dessen Nachfolger, König Nyanguényona, das Gebiet letztendlich vollkommen an Frankreich ab. Zu dieser Zeit befanden sich in dem Gebiet nur mehrere kleine Dörfer.
Ab 1880 kam es zur dauerhaften Ansiedelung von Franzosen, die sich am Cap Lopez einen Stützpunkt aufbauten. Aus diesem Stützpunkt sollte sich schlussendlich die Stadt Port-Gentil entwickeln. Bereits 1886 verfügte die Siedlung über 18 Lagerhallen, eine Zollstation und zwei Geschäfte mit Gütern des täglichen Bedarfs.
Nachdem die Siedlung in den Gründerjahren noch sehr unter der Konkurrenz anderer europäischer Handelsposten in Subsahara-Afrika gelitten hatte, ließen sich mit der Zeit neben französischen sogar auch englische und deutsche  Handelshäuser dort nieder (u. a. Woermann).
1915 erhielt die Siedlung offiziell und zu Ehren von Émile Gentil den Namen Port-Gentil. Dennoch entwickelte sich die Siedlung erst ab den 1930er Jahren zu einer richtigen Stadt.
Das Stadion Stade de Port-Gentil war eines der vier Stadien des Landes, in denen die Fußball-Afrikameisterschaft 2017 ausgetragen wurde.

## Religion
Port-Gentil ist Sitz des Bistums Port-Gentil.

## Wirtschaft und Infrastruktur
Die Stadt ist ein Zentrum der Fischerei und des Überseehandels mit Produkten aus dem Hinterland – insbesondere Kakao und Edelholz.
In der Stadt haben sich einige Betriebe angesiedelt, die vorwiegend Fischkonserven und Holzerzeugnisse (Sperrholz) herstellen.
Der Erdölreichtum Gabuns ist an Port-Gentil nicht spurlos vorübergegangen: die Stadt ist mit ihrer Raffinerie das Zentrum der Erdölindustrie des Landes geworden. In Port-Gentil befindet sich der Internationale Flughafen Port-Gentil. Von dort aus finden Flüge nach Libreville und zu anderen nationalen Zielen statt. An das Straßennetz ist Port-Gentil aufgrund seiner Lage im unwegsamen Mündungsgebiet des Ogoué nicht angeschlossen. Somit spielt der Schiffs- und Luftverkehr eine große Rolle.

## Klimatabelle
|                       | Jan  | Feb  | Mär  | Apr  | Mai  | Jun  | Jul  | Aug  | Sep  | Okt  | Nov  | Dez  |   |      |
| Mittl. Tagesmax. (°C) | 30,1 | 30,5 | 30,7 | 30,8 | 29,7 | 27,8 | 26,6 | 27,3 | 28,3 | 28,8 | 29,0 | 29,4 | ⌀ | 29,1 |
| Mittl. Tagesmin. (°C) | 24,2 | 24,3 | 24,3 | 24,4 | 23,8 | 21,8 | 20,6 | 21,4 | 22,7 | 23,3 | 23,5 | 23,8 | ⌀ | 23,2 |
|                       |      |      |      |      |      |      |      |      |      |      |      |      |   |      |
| Niederschlag (mm)     | 198  | 238  | 280  | 243  | 155  | 18   | 0    | 6    | 35   | 224  | 339  | 220  | Σ | 1956 |
|                       |      |      |      |      |      |      |      |      |      |      |      |      |   |      |
| Sonnenstunden (h/d)   | 4,8  | 5,0  | 4,2  | 4,3  | 4,1  | 4,8  | 5,1  | 4,7  | 3,7  | 3,2  | 3,3  | 4,5  | ⌀ | 4,3  |
|                       |      |      |      |      |      |      |      |      |      |      |      |      |   |      |
| Regentage (d)         | 13   | 10   | 15   | 13   | 8    | 0    | 0    | 2    | 6    | 13   | 18   | 11   | Σ | 109  |
|                       |      |      |      |      |      |      |      |      |      |      |      |      |   |      |
| Luftfeuchtigkeit (%)  | 85   | 84   | 84   | 85   | 86   | 84   | 83   | 81   | 82   | 84   | 87   | 86   | ⌀ | 84,2 |

| 24,2 |

| 24,3 |

| 24,3 |

| 24,4 |

| 23,8 |

| 21,8 |

| 20,6 |

| 21,4 |

| 22,7 |

| 23,3 |

| 23,5 |

| 23,8 |

| 24,2 |

| 24,3 |

| 24,3 |

| 24,4 |

| 23,8 |

| 21,8 |

| 20,6 |

| 21,4 |

| 22,7 |

| 23,3 |

| 23,5 |

| 23,8 |

## Sport
Der Fußballklub Shellsport FC ist in Port-Gentil ansässig.

## Partnerstädte
Port-Gentil unterhält seit 2010 eine Partnerschaft mit Wenzhou, China.

## Söhne und Töchter der Stadt
- Angèle Rawiri (1954–2010), Schriftstellerin
- Fanny Cottençon (* 1957), französische Schauspielerin
- Philibert Nang (* 1967), Mathematiker
- Alain Manfoumbi (* 1979), Tennisspieler
- Bruno Mbanangoyé (* 1980), Fußballspieler
- Stephane Lasme (* 1982), Basketballspieler
- Didier Ovono (* 1983), Fußballspieler
- Éric Mouloungui (* 1984), Fußballspieler
- Ruddy Zang Milama (* 1987), Sprinterin
- Alexander N’Doumbou (* 1992), Fußballspieler
- Guy Maganga Gorra (* 1993), Sprinter